# Trent-Affäre

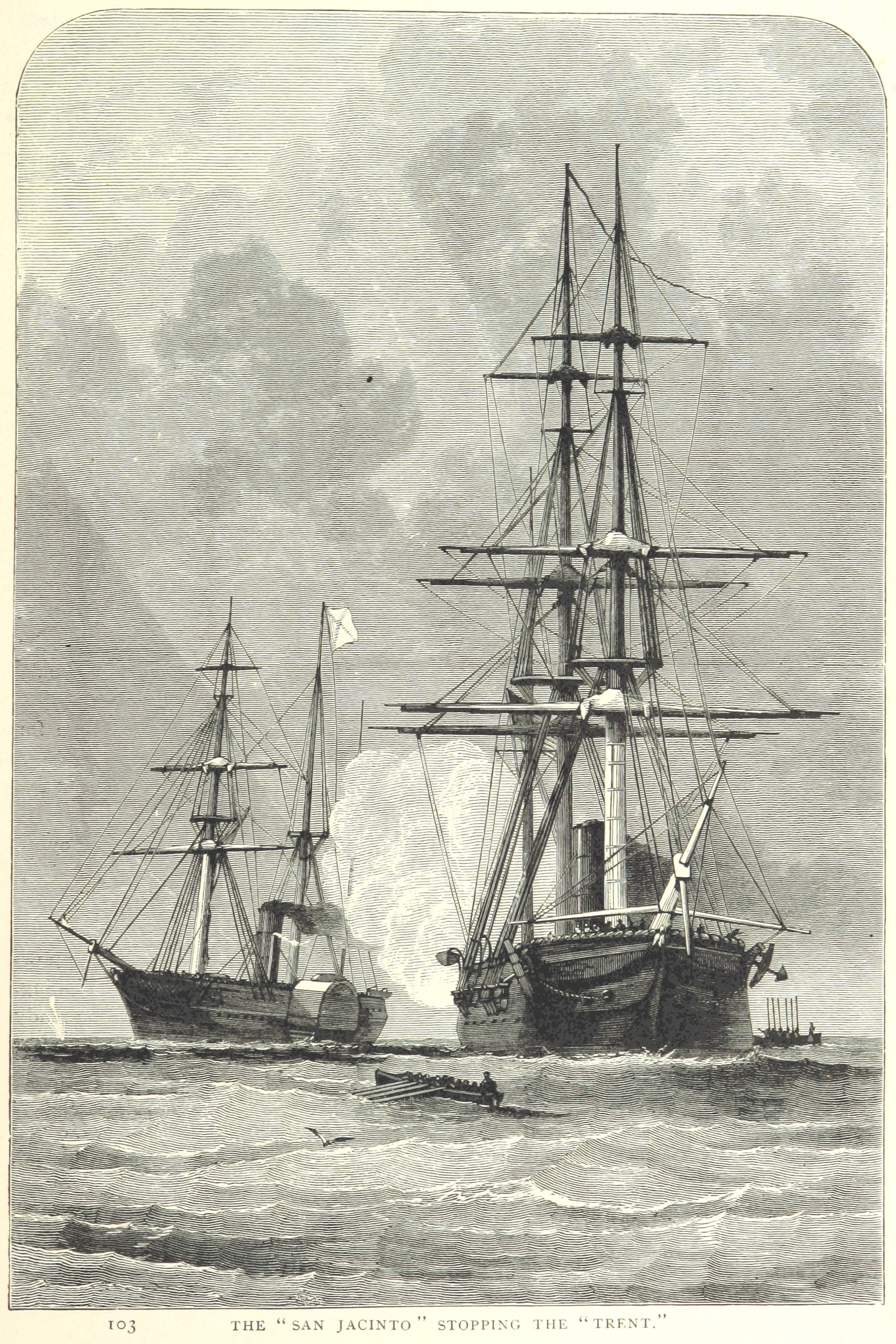
Die USS San Jacinto stoppt die Trent

Die Trent-Affäre, auch als Mason-und-Slidell-Affäre bekannt, war ein diplomatischer Zwischenfall im November 1861, der beinahe zum Kriegseintritt Großbritanniens auf Seiten der Konföderierten im Sezessionskrieg geführt hätte.

## Hintergrund: Anglo-Amerikanische Beziehungen anno 1861
Die Beziehungen zwischen den Vereinigten Staaten und Großbritannien waren seit Jahren angespannt. Mitte 1856 kam es zu einer weiteren Verschlechterung, als bewaffnete US-Freischärler von Nicaragua aus in die Miskitoküste einrückten, ein britisches Klientelgebiet, und Greytown besetzten. Premierminister Palmerston drohte daraufhin mit einer militärischen Intervention, woraufhin die USA eine diplomatische Lösung der Krise erwirkten.
Nach Ausbruch des Sezessionskriegs zwischen den USA und den Konföderierten Staaten von Amerika 1861 verhängten die USA eine Seeblockade der Konföderierten Küsten. Die Konföderierten Staaten rechneten mit der diplomatischen Anerkennung durch Großbritannien und sahen hier ein diplomatisches Hauptziel. Sie unterbrachen den Export von Baumwolle, von dem die mittelenglische Textilindustrie in hohem Maße abhängig war. Die Konföderierten hofften, so eine Intervention Großbritanniens zu ihren Gunsten zu erzwingen. Im Mai 1861 erklärte die britische Regierung ihre Neutralität und wertete damit die Konföderierten Staaten – von US-Präsident Abraham Lincoln zur „Aufrührern“ erklärt – zu einer kriegführenden Macht auf. In Großbritannien wurden ferner Schiffe der Konföderierten ausgerüstet, da Großbritannien sich von der Sezession ein Gleichgewicht der Macht in Nordamerika erhoffte. Auch Königin Victorias Regierung erklärte die Neutralität Großbritanniens im inneramerikanischen Konflikt. Die Beziehungen zwischen Großbritannien und den Vereinigten Staaten waren gespannt.

## Verlauf

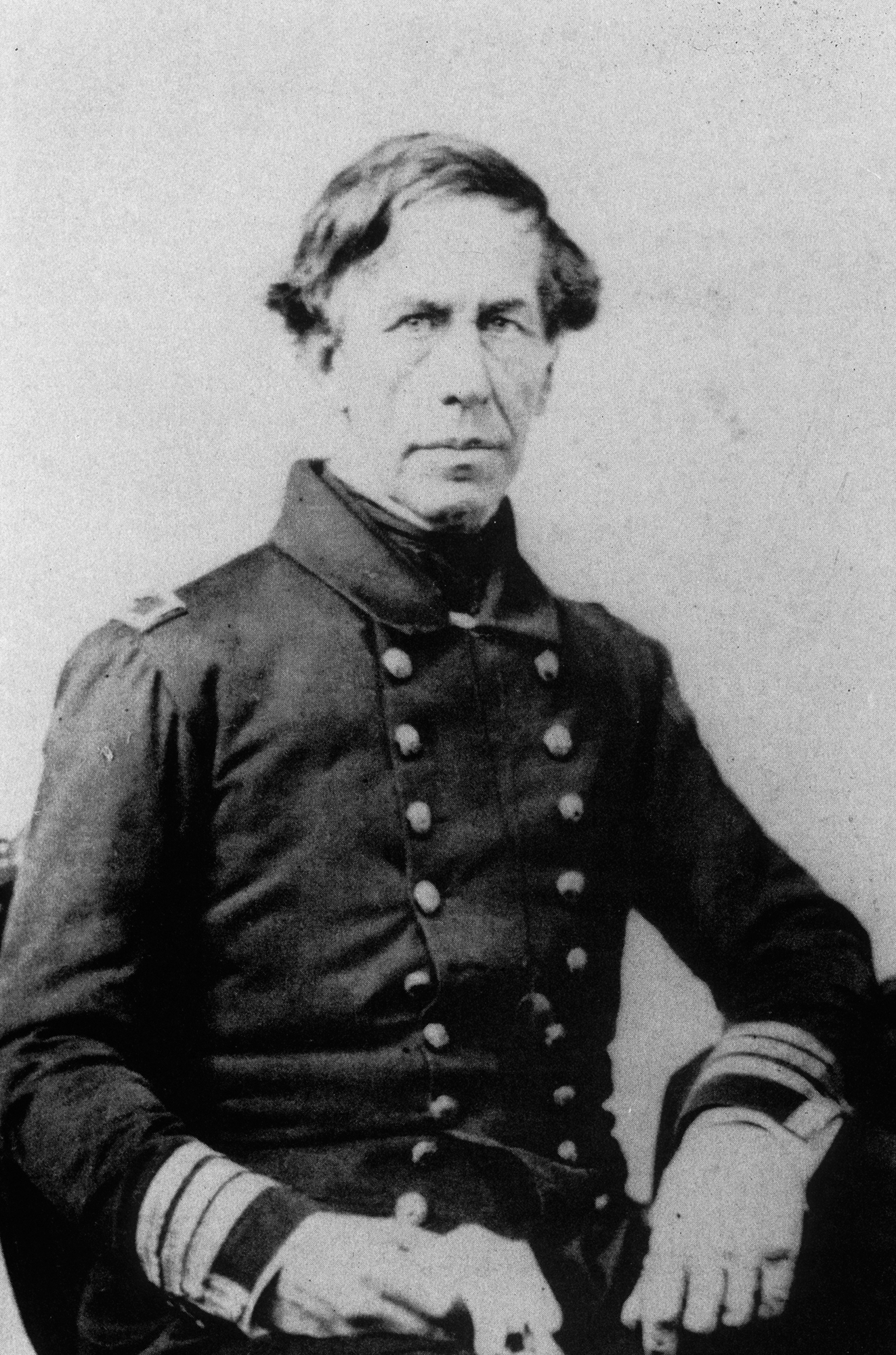
Charles Wilkes

Am 8. November 1861 hielt die USS San Jacinto unter dem Kommando von Charles Wilkes im Bahamakanal das unbewaffnete britische Postschiff Trent auf. Dieses war auf dem Wege von Havanna nach Saint Thomas. An Bord befanden sich James Murray Mason und John Slidell, zwei konföderierte Politiker, die für den Fall einer Anerkennung der Konföderierten durch Großbritannien und Frankreich als Botschafter in London und Paris vorgesehen waren. Wilkes hatte von Spionen erfahren, dass sich zwei Abgesandte der Südstaaten auf diesem Schiff befanden, die er verhaften und mit der USS San Jacinto nach Monroe bringen ließ. Das Postschiff konnte seine Fahrt fortsetzen.
Die Aufbringung eines britischen Postdampfers in neutralen Gewässern führte im November/Dezember 1861 zu einer weiteren Verschärfung der Beziehungen zwischen den beiden Ländern. Am 30. November 1861 teilte das britische Foreign Office der US-Regierung mit, dass man diesen Vorfall als einen groben Verstoß gegen die Prinzipien des internationalen Rechtes ansehe, und forderte die Freilassung der inhaftierten Personen. Bestärkt wurde Großbritannien durch die Regierungen in Wien, Paris, Berlin und Sankt Petersburg. Die Situation verschärfte sich in den nächsten Tagen. Großbritannien drohte mit dem Abbruch der diplomatischen Beziehungen und mit dem Kriegseintritt. Die Briten verstärkten ihre Truppen in Kanada. Der spätere britische Feldmarschall Garnet Joseph Wolseley wurde nach Kanada entsandt, um Vorbereitungen für einen Kriegseintritt auf Seiten der konföderierten Armee zu treffen. Am 1. Dezember verhängte London ein Ausfuhrverbot in die USA.

## Folgen
Am 25. Dezember gab Washington dem Druck aus London nach und ordnete unter Berufung auf das Völkerrecht die Freilassung der „Südstaatenagenten“ an. Am Neujahrstag des Jahres 1862 wurden Mason und Slidell freigelassen und die Affäre damit beigelegt. Mason setzte seine Reise nach London fort. Dort repräsentierte er die Konföderierten Staaten bis zu ihrem Untergang im April 1865. Slidell reiste nach Paris, um dort die Interessen der Konföderierten Staaten zu vertreten. Seine Mission, die völkerrechtliche Anerkennung der Konföderation durch Frankreich, scheiterte allerdings. Es gelang ihm aber, private Investoren für Darlehen von 15 Millionen Dollar für ein Kriegsschiff für die Südstaaten zu gewinnen. Die französischen Gesetze verboten die Ausrüstung von Kriegsschiffen einer Konfliktpartei wie den Konföderierten Staaten von Amerika, aber Slidell und der konföderierte Agent James D. Bulloch waren zuversichtlich, dass der französische Kaiser eher in der Lage sein werde, seine eigenen Gesetze zu umgehen, als die britische Regierung. Napoleon III. stimmte dem Bau der CSS Stonewall unter der Bedingung zu, dass ihre Bestimmung geheim gehalten werde. Das Schiff spielte später eine entscheidende Rolle in der japanischen Meiji-Restauration.